# Henry Gleditsch
Henry Cochrane Williamson Gleditsch, född 9 november 1902 i Kristiania (nuvarande Oslo), död 7 oktober 1942 i Falstad (avrättad), var en norsk skådespelare, regissör, teaterchef och dramatiker.
Gleditsch växte upp i Kristiania där fadern var lektor vid Oslo katedralskola. Sonen tog privatistexamen vid Haagas artiumskurs och under gymnasietiden skrev han och spelade i revyer. Säsongen 1922–1923 var han elev vid Nationaltheatret. Han debuterade 1923 vid Trondhjems teater som Freddy i Somerset Maughams Mrs. Dott. Åren 1924–1925 var han vid Stavanger teater och därefter en säsong vid Casino i Oslo. Åren 1927–1931 var han vid Centralteatret och 1931–1932 vid Den Nationale Scene i Bergen där han också debuterade som regissör. Somrarna 1931 och 1932 drev han friluftsteater. Mellan 1932 och 1933 var vid Chat Noirs biscen och hösten 1934 startade han Søilen teater i Oslo vars verksamhet dock upphörde redan efter en säsong. Därefter drev han egen turnéteater och ledde 1936 Ragna Wettergreens jubileumsturné. År 1937 var han med och grundade Trøndelag Teater där han också blev teaterchef.
Vid sidan av teatern verkade han som filmskådespelare. Han debuterade 1925 i Amund Rydlands och Leif Sindings Himmeluret och medverkade sammanlagt i sju filmer 1925–1939.
Han skrev en rad prologer och visor och översätta skådespel. Tillsammans med Egil Hjorth-Jenssen skrev han barnkomedin Kari, Mari og prinsen som hade urpremiär på Centralteatret 1928. Han skrev också skådespelet Brødrene som blev uppsatt på Den Nationale Scene i Bergen 1932.
Under andra världskriget intog Gleditsch en tydlig nationell och antitysk hållning. Han tog varje tillfälle, såväl privat som i sin roll som teaterchef, att markera sin hållning mot den tyska ockupationen av Norge. Som en följd av detta arresterades han den 6 oktober 1942 och avrättades dagen efter.
Gleditsch blev avbildad på ett norskt frimärke 2002. En byst av honom står i Trøndelag teater, gjord av Gunnar Janson.

## Familj
Gleditsch var son till lektor Theodor Immanuel Gleditsch (1868–1942) och Henrietta Jane ("Hetty) Cochrane Williamson (1868–1943). Han var brorson till Jens Gran Gleditsch. Han var från 1932 gift med skådespelaren Synnøve Gleditsch.

## Filmografi
- 1925 – Himmeluret
- 1926 – Brudefärden i Hardanger
- 1927 – Fjeldeventyret
- 1927 – Sju dagar för Elisabeth
- 1929 – Laila
- 1933 – En stille flirt
- 1939 – De tre måske fire